# 马琳·巴亚德-约翰松
马琳·巴亚德-约翰松（瑞典語：Malin Baryard-Johnsson，1975年4月10日—），瑞典女子马术运动员。她曾代表瑞典参加1996年、2000年、2004年、2016年和2020年夏季奥林匹克运动会马术比赛，共获得一枚金牌和一枚银牌。